# ديمي
ديمي (بالإنجليزية: Demi)‏ هي كاتبة للأطفال وكاتِبة أمريكية، ولدت في 2 سبتمبر 1942.